# Кандалеп
Кандалеп — посёлок в Новокузнецком районе Кемеровской области. Входит в состав Кузедеевского сельского поселения.

## География
Центральная часть населённого пункта расположена на высоте 277 метров над уровнем моря.

## Население
По данным Всероссийской переписи населения 2010 года, в посёлке Кандалеп проживает 170 человек (82 мужчины, 88 женщин).